# Bundesvertretung der Medizinstudierenden in Deutschland
Die Bundesvertretung der Medizinstudierenden in Deutschland e. V. (bvmd) mit Sitz in Berlin ist der Zusammenschluss der studentischen Vertretungen an 40 medizinischen Fakultäten in Deutschland und vertritt über 105.000 Studierende.
Auf internationaler Ebene arbeitet die bvmd in der Europäischen Vereinigung der Medizinstudierenden (EMSA) und im weltweiten Dachverband International Federation of Medical Students’ Associations (IFMSA). Die Arbeit ist ehrenamtlich und der Verein ist als gemeinnützig anerkannt.

## Geschichte
Die Organisation ging 2004 aus der Fusion der vormaligen Fachtagung Medizin e. V. (FTM) mit dem Deutschen Famulantenaustausch (dfa) hervor.
Die Fachtagung Medizin entstand 1947 unter dem Namen Arbeitsgemeinschaft Deutscher Medizinfachschaften und wurde 1950 als Fachverband Medizin in den Verband Deutscher Studentenschaften aufgenommen und später in VDS Fachtagung Medizin umbenannt. Um eine kontinuierliche Weiterarbeit nach dem Zusammenbruch und der faktischen Auflösung der VDS zu gewährleisten, erfolgte Ende 1990 die Umwandlung in Fachtagung Medizin (FTM), in die auch die mit der nahezu zeitgleichen deutschen Wiedervereinigung neu hinzugekommenen 9 ehemals ostdeutschen medizinischen Fakultäten, Hochschulen und Akademien aufgenommen wurden. Die Fachtagung Medizin war formal zunächst ein lockerer Zusammenschluss der sie tragenden Fachschaften und gab sich zwar eine eigene Satzung und Geschäftsordnung, jedoch hatte sie anfangs nicht den Status einer rechtsfähigen Körperschaft. Diesen erhielt sie erst durch die Eintragung in das Vereinsregister am 14. Mai 2000, nach der sie als Fachtagung Medizin e. V. bis zur Fusion 2004 weiter bestand.
Der Fachverband Medizin gehörte 1951 zu den Gründungsmitgliedern der IFMSA und übernahm somit auch die Vertretung der deutschen Medizinstudierenden auf internationaler Ebene. Um die zunehmenden Austauschaktivitäten insbesondere mit den USA zu koordinieren, wurde bald darauf der Verband der Freunde und Förderer des Medizinstudiums e. V. (FFM) gegründet. 1971 entstand daraus der Westdeutsche Famulanten Austausch (wfa), der sich nach der deutschen Wiedervereinigung 1991 in Deutscher Famulantenaustausch (dfa) umbenannte. Neben der Vermittlung von Auslandsfamulaturen für zuletzt bis zu 450 Studierende pro Jahr engagierte sich der dfa zunehmend auch im Bereich Forschungsaustausch sowie in Public-Health-Projekten in Afrika und Lateinamerika.
Dabei kam es im Laufe der Zeit zunehmend zu Reibungsverlusten mit der FTM, die sich zum Teil mit ähnlichen Themen wie etwa HIV-Prävention, Flüchtlingen und Frieden befasste. 1993 bildeten beide Organisationen daher zunächst eine lockere Arbeitsgemeinschaft German Medical Students’ Association (GeMSA), um unter diesem Namen die Interessen der deutschen Medizinstudierenden gegenüber der IFMSA gemeinsam zu vertreten. Im Mai 2004 beschlossen die Mitgliederversammlungen von FTM und dfa, die bisherige Arbeitsgemeinschaft offiziell in die Bundesvertretung der Medizinstudierenden in Deutschland e. V. zu überführen. Nachdem die bisherige Arbeit schrittweise auf die Gremien der neuen Organisation übertragen worden war, wurde im Mai 2008 im Rahmen der bvmd-Mitgliederversammlung in Göttingen der dfa aufgelöst.

## Struktur

### National
Ordentliche Mitglieder sind die gewählten Vertretungen (Fachschaften) der Medizinstudierenden an den 40 medizinischen Fakultäten und Hochschulen in Deutschland. Diese entsenden Delegationen zu den nationalen Veranstaltungen der bvmd. Mitgliederversammlungen (MV) finden 3 Mal im Jahr statt, hier werden unter anderem Grundsatzentscheidungen diskutiert und der neue Vorstand gewählt. Am Ende eines jeden Kalenderjahres findet der Bundeskongress statt, hier liegt der Fokus auf Workshops, Trainings und der Vernetzung untereinander.
Die Struktur des Vorstandes ist angelehnt an die Strukturen der IFMSA. Der Vorstand der bvmd wird in den geschäftsführenden Vorstand, der die bvmd nach außen und innen vertritt, und einen erweiterten Vorstand unterteilt.
Der geschäftsführende Vorstand besteht aus:
- Präsident
- Vizepräsident für Internes (VPI)
- Vizepräsident für Externes (VPE)
- Vizepräsident für Internationale Angelegenheiten (VPIA)
- Vizepräsident für Presse- und Öffentlichkeitsarbeit (VPPR)
- Vizepräsident für Fundraising (VPFR)
- Vizepräsident für Finanzen (VPF)
- Vizepräsident für Informationstechnik (VPIT)

Der erweiterte Vorstand setzt sich aus den Mitgliedern des geschäftsführenden Vorstands, den Bundeskoordinator der ständigen Arbeitsgruppen, der Trainings- und Projektkoordination und dem General Secretary der AG Austausch zusammen. Die Amtsperiode für den erweiterten Vorstand und den geschäftsführenden Vorstand läuft ein Kalenderjahr und beginnt für den Erweiterten Vorstand zum 1. Oktober und für die Ämter des Geschäftsführenden Vorstands zum 1. Januar eines jeden Jahres.
Dritte Säule der Verbandsarbeit neben Vorstand und MV sind die ständigen Arbeitsgruppen und weitere Projekte, die zu verschiedenen Themen in Form von Aufklärungs- und Informationskampagnen, Workshops, Umfragen und Veröffentlichungen arbeiten. Der Austausch empfängt und entsendet im Rahmen des Netzwerkes der IFMSA jährlich über 800 Medizinstudierende aus und in alle Welt.

### Ständige Arbeitsgruppen
Die Bundesvertretung ist in ihrer inhaltlichen Arbeit in 9 ständige Arbeitsgruppen gegliedert, diese werden durch ihre jeweilige Bundeskoordination mit zwei bis drei Mitglieder im Erweiterten Vorstand vertreten. Gemäß der Satzung der bvmd sind dies hierbei:
- AG Europäische Integration (Standing Comitee on European Integration - SCOEI), koordiniert die Zusammenarbeit mit der EMSA
- AG Famulaturaustausch (Standing Committee on Professional Exchange - SCOPE)
- AG Forschungsaustausch (Standing Committee on Research Exchange - SCORE)
- AG Public Health-Austausch (Standing Committee on Public Health Exchange - SCOPHE)
- AG Gesundheitspolitik (Standing Committee on Health Policy - SCOHP)
- AG Medizin und Menschenrechte (Standing Committee on Human Rights and Peace - SCORP)
- AG Medizinische Ausbildung (Standing Committee on Medical Education - SCOME)
- AG Public Health (Standing Committee on Public Health - SCOPH)
- AG Sexualität und Prävention (Standing Committee on Sexual and Reproductive Health incl. HIV/AIDS - SCORA)

Zusätzlich zu den Arbeitsgruppen gibt es die Projekte- und Trainingssparte.

### Projekte
Die Organisation unterstützt Initiativen, Aktionen und Projekte hinsichtlich Koordination, in finanziellen Fragen und bezüglich der nationalen und internationalen Verknüpfung.
Hierbei wird zwischen vereinseigenen und von der bvmd unterstützten Projekten unterschieden.
- Aachener Archiv:  Das ADM sammelt Materialien der bvmd und der medizinischen Fachschaften und stellte diese weiteren bvmd-Generationen zur Verfügung.
- Alumninetzwerk
- Aufklärung Organspende: Das Projekt Aufklärung Organspende beschäftigt sich mit einer sachgerechten, unabhängigen und neutralen Informationsvermittlung über Organspende und Hirntod.
- Ausbildungsdatenbank:  Das Projekt bündelt Infos um den Aufbau der Lehre und des Studiums an den medizinischen Fakultäten sowie die Organisation der lokalen Arbeit der Fachschaften.
- Ausbildungsforschung: Das Projekt Ausbildungsforschung fasst in Paper-Digest Publikationen im Bereich der Medizinischen Ausbildung zusammen.
- Berichtedatenbank:  Dieses Projekt sammelt die Berichte von Auslandsaufenthalten von Medizinstudierenden aus der ganze Welt.
- Breaking the Silence: Das Projekt möchte Medizinstudierende für die Bedürfnisse Hörgeschädigter sensibilisieren.
- Doktordeutsch: Dieses Netzwerk an Studierenden bietet Übersetzungen von medizinischen Schriften für Geflüchtete und nicht-deutschsprachige Patienten an.
- FirstAidForAll: Das Projekt hat sich zum Ziel gesetzt, Erste Hilfe Kenntnisse in der Öffentlichkeit zu verbreiten und die Hemmschwelle zum Helfen zu senken.
- Freundilie: Dieses Projekt setzt sich für die Vereinbarkeit von Familie, Freunde, Freizeit und Beruf ein.
- GandHI - Globalisation and Health Initiative: Das Global Health Projekt ist ein Netzwerk von Studierenden, die sich auf wissenschaftlicher und politischer Ebene mit Themen globaler Gesundheit beschäftigen.
- Gesundheitspolitische Woche:  Das Projekt möchte mit einer gesundheitspolitischen Woche verschiedene Themen der Gesundheitspolitik näher an die Studierenden bringen.
- Innovative Prüfungen: Gestaltung für die Prüfungslandschaft im Medizinstudium
- Internationale Medizinstudierende:  Dieses Projekt widmet sich internationalen Medizinstudierenden, die an deutschen Fakultäten ihr gesamtes Medizinstudium absolvieren.
- Interprofessionalität:  Ein Projekt, das sich für mehr Zusammenarbeit zwischen den verschiedenen medizinischen Berufsgruppen einsetzt.
- Katastrophenmedizin: Es gibt Studierenden einen Einblick in die Katastrophenmedizin.
- Mit Sicherheit verliebt!: Liebe und Sexualität. Dabei besuchen Studierende Schulklassen.
- Mensch und Umwelt: Dieses Projekt beschäftigt sich mit den Zusammenhängen zwischen Umwelt und Gesundheit.
- NewKammer: Ein Projekt, das die Zusammenarbeit der bvmd und der Ärztekammer stärken und den Studierenden Einblick in die Arbeit der Kammern bieten soll.
- Praktisches Jahr: Das Projekt setzt sich für faire Arbeits- und Lernbedingungen während des Praktischen Jahres ein.
- Regionalvernetzung Nord/Süd/Mitte/Ost/West: Austausch und Vernetzung der benachbarten Fachschaften in den entsprechenden Regionen
- Teddybärkrankenhaus: Um Kindern zwischen drei und sechs Jahren auf spielerische Weise die Angst vor dem Besuch bei Ärzten und dem Krankenhaus zu nehmen, organisieren Medizinstudierende in deutschen Städten Teddybärkrankenhäuser.
- UniHilft: Dieses Projekt hat es sich zum Ziel gesetzt, Leute auf das Thema Knochenmarkspende aufmerksam zu machen und Aktionen zur Registrierung zu organisieren.
- Viola: Eine Initiative, die sich mit dem Thema Kindesmissbrauch und das ärztliche Handeln diesbezüglich beschäftigt.

Daneben unterstützt die bvmd folgende Projekte und Initiativen ideell: Aufklärung gegen Tabak, Ehe für Alle, Medical Career Mentoring, SegMed, „Was hab' ich?“ und Blaupause – Initiative für mentale Gesundheit im Gesundheitswesen e. V.

### Austausch
Unterstützt vom Deutschen Akademischen Austauschdienst (DAAD) bietet die bvmd das größte von Studierenden organisierte Austauschprogramm Deutschlands. Dieses umfasst neben dem Famulatur- und Forschungsaustausch seit 2016 auch den Public Health Austausch. Die Verträge für die uni- oder bilateralen Austausche mit über 100 Partnerländern werden jeweils auf den Mitgliederversammlungen des internationalen Dachverbandes der bvmd, der IFMSA, geschlossen.

### Interessenvertretung
Als Interessenvertretung der Medizinstudierenden dient die bmvd der Meinungsbildung der Medizinstudierendenschaft und verschafft dieser eine Stimme auf Bundesebene. Die Positionen werden basisdemokratisch in Form von Positionspapieren auf den Medizinstudierendenversammlungen verabschiedet. Die bvmd verfasst regelmäßig Pressemitteilungen und ist auf relevanten Veranstaltungen, wie dem Deutschen Ärztetag oder dem Medizinischen Fakultätentag vertreten. Zudem sitzt sie in verschiedenen Gremien oder Kommissionen des Deutschen Hochschulverbandes, der Gesellschaft für Medizinische Ausbildung, der Bundesärztekammer und der Hochschulrektorenkonferenz.

## Veranstaltungen
Die ordentlichen Mitgliederversammlungen finden dreimal jährlich statt und erstrecken sich jeweils über ein Wochenende. Zwei Versammlungen werden im Sommersemester und eine im Wintersemester abgehalten. Zu jeder MV kommen circa 200 bis 300 Studierende zusammen. Neben den Plenarsitzungen wird auf den MVen innerhalb der AG-Zeiten auch inhaltlich gearbeitet, die AGs und Projekte stellen sich in einer Postersession vor, in Trainings können individuelle Kompetenzen erweitert werden und innerhalb des Fachschaftsforums wird die Zusammenarbeit zwischen den lokalen Fachschaften weiter vorangetrieben.
Die Arbeitsgemeinschaften veranstalten darüber hinaus Arbeitswochenenden zu spezifischen Themen, die von allen interessierten Studierenden besucht werden können.
Einmal jährlich wird seit 2007 der Bundeskongress (BuKo) ausgerichtet. Auch dieser umfasst ein Wochenende und bietet jedes Jahr zwischen 300 und 600 Medizinstudierenden die Möglichkeit, über den Tellerrand des Medizinstudiums hinauszuschauen und sich in Workshops, Podiumsdiskussionen und Impulsvorträgen zu den verschiedensten Themenbereichen weiterzubilden. Jeder Bundeskongress hat ein Leitthema, in den letzten Jahren waren dies folgende:
- 2007: Hamburg – „Zukunft des Arztberufs – Entscheidungsträger und junge Mediziner im Dialog“
- 2008: Leipzig – „Das Praktische Jahr“
- 2009: Jena – „Patienten in der Glaubenskrise – Vom Vertrauensverlust in die Mediziner“
- 2010: Münster – „Zukunft der Medizin – Wer setzt uns Grenzen?“
- 2011: Aachen – „Medizin – Eine Herzenssache“
- 2012: Kiel – „Unendliche Weiten der Medizin – und wie weit gehen wir?“
- 2013: Aachen – „Maschine: Mensch“
- 2014: Halle – „(H)ALLE VEREINT – Medizin gemeinsam gestalten“
- 2015: Leipzig – „Studieren bis der Arzt kommt“
- 2016: Freiburg im Breisgau – „Stadt? Land? Flucht!“
- 2017: Mainz – „Quo vadis Universitätsmedizin?“
- 2018: Rostock – „ex_Machina – Medizin zwischen Mensch und Maschine“
- 2019: Gießen – „Geld über Gesundheit. Verkauft sich die Medizin?“
- 2020: Online-Workshopwochenende
- 2021: Heidelberg - „Salutogenese der Gesellschaft - Gemeinsam statt Einsam“ (hybrid)[11]
- 2022: Hannover - „#hannoverWORKED“[12]
- 2023: Marburg - "Klimakrise – Gesundheit innerhalb planetarer Grenzen/"[13]
- 2024: Greifswald - "Bis GreifsBald - wir sehen uns in der Medizin von morgen"[14]